# Surendranath Banerjea
Surendranath Banerjee (født 10. november 1848 i Kolkata, død 6. august 1925) var en af de tidligste indiske politiske ledere under den britiske raj. Han stiftede Indian National Association, en af de tidligste politiske organisationer i Indien og blev senere en af de øverste ledere i Kongrespartiet.